# Joseph Eutych Kopp
Joseph Eutych Kopp (Beromünster (Luzern kanton), 1793. április 25. – Luzern, 1866. október 25.) svájci történész, író.

## Élete
Hittannal és nyelvészettel foglalkozott és miután tanulmányait Fribourgban bevégezte, 1819-ben a görög nyelv professzora lett a luzerni líceumban. 1828-ban a nagy tanácsnak tagjává választották. 1841-ben visszavonult a politikai küzdőtérről, de katolikus létére is ellenezte a jezsuiták behívását, 1845-ben teljesen a magánéletbe vonult vissza. Drámai művei 4 kötetet tesznek ki (megjelentek Luzernben 1855–56).

## Művei
- Geschichte der eidgenössischen Bünde (1845-62, 5 kötet)
- Urkunden zur Geschichte der eidgenössischen Bünde (1835-1851, 2 köt.)
- Geschichtsblätter aus der Schweiz (Luzern, 1854-56, 2 kötet)
- Deutsche Reichsgeschichte (töredék, folytatták Lütolf, Busson és Rohrer)

## Magyarul
- Kislaki Mór: A római irodalom történetének vázlata. Gymnasiumi segédkönyv; Kopp és egyéb kútfők után; Burger Zsigmond, Szeged, 1862